# Braathens

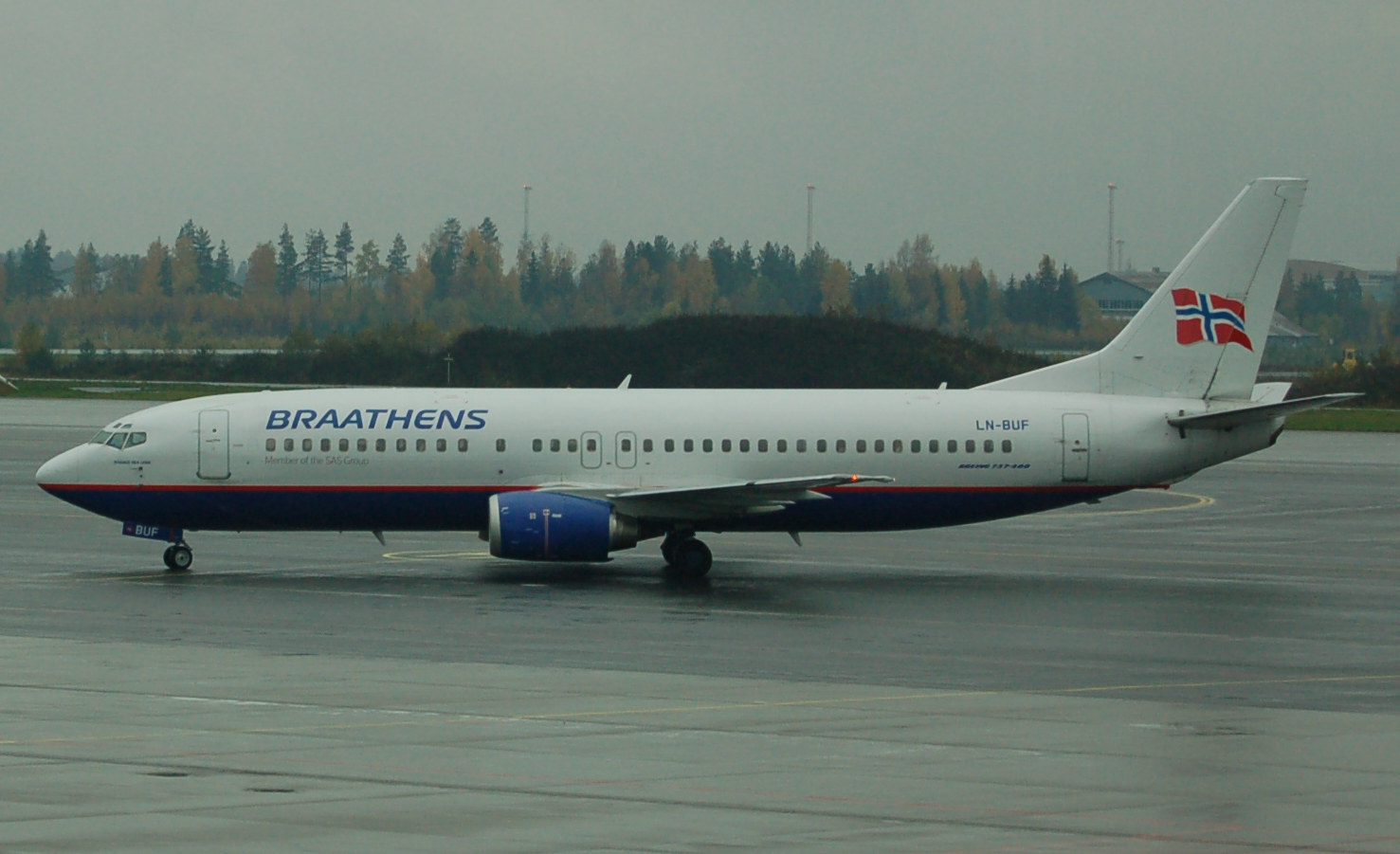
Ett Braathensplan på Gardermoen, 2006.

Braathens var ett norskt flygbolag. Bolaget köptes upp av SAS och blev SAS Braathens.

## Historia
Flygbolaget bildades 1946. Under många år hette bolaget Braathens S.A.F.E., den avslutande akronymen stod för South American and Far East, de destinationer som bolaget flög till i början. Grundaren var den norske redaren Ludvig G. Braathen.
1951 fick SAS monopol på internationell lufttrafik. Genom ett avtal med isländska Loftleidir kunde Braathens istället fortsätta sin verksamhet en tid från Island och fortsatte att flyga mellan Europa och USA via Island.
Braathens ansökan om att få flyga till Fjärran Östern avslogs 1954 och bolaget fick koncentrera sig på att flyga inrikes i Norge. 1989 fick bolaget åter tillstånd att flyga utomlands. 1996 tog bolaget över Transwede och 1998 Malmö Aviation. Dessa slogs ihop under 1999 till Braathens Malmö Aviation.
Braathens ingick också ett partnerskap med KLM och Northwest Airlines. Även Alitalia hade för avsikt att ingå men valde senare att avstå. Braathens S.A.F.E. tog bort akronymen från sitt namn och flög under namnet Braathens fram till 2004.
2001 köptes bolaget av SAS som med verkan från den 1 april 2005 döpte om bolaget till SAS Braathens, som sedan integrerades helt i SAS. Familjen Braathen ägde dock alltjämt Malmö Aviation via investmentbolaget Braganza. Malmö Aviation gick dock 2016 ihop med Sverigeflyg och Golden Air (som 2013 tog det lediga namnet Braathens) som ägdes av Braganza, och antog varumärket BRA (står för Braathens Regional Airlines).

## Flotta
Flygplanstyper Braathens använt sig av är bland annat:

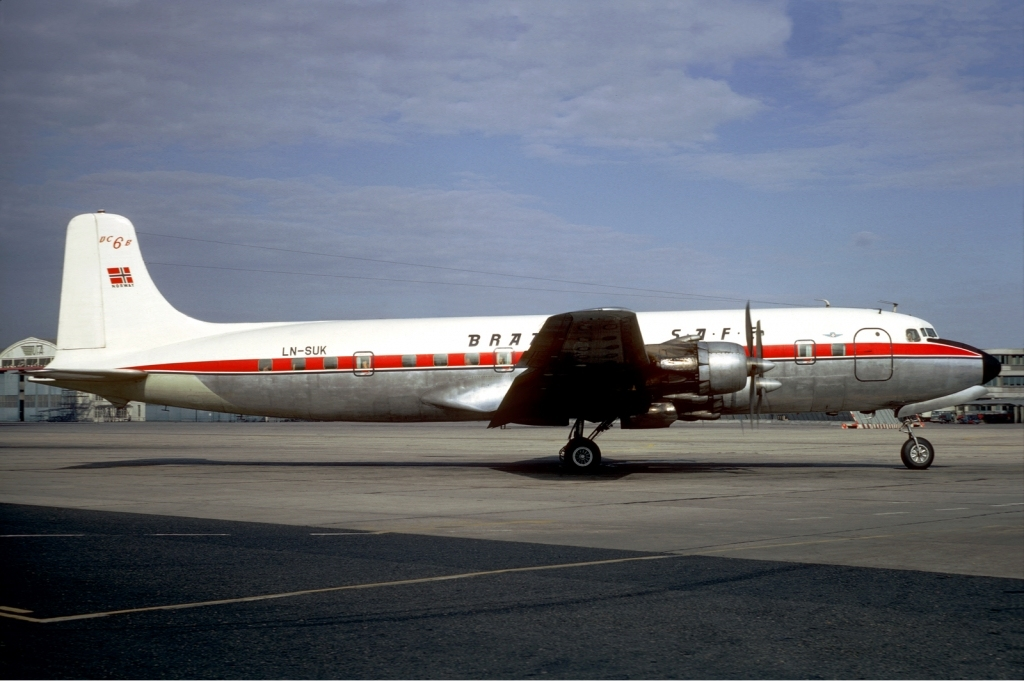
Braathens DC-6B LN-SUK, augusti 1971.

- BAe 146-200
- Boeing 737
- Boeing 767
- De Havilland Heron
- Douglas DC-3/C-47
- Douglas DC-4
- Douglas DC-6
- Fokker F-27 Friendship
- Fokker F28